# Наркос: Мексико
Наркос: Мексико (енгл. Narcos: Mexico) је америчка криминалистичко-драмска телевизијска серија твораца и продуцената Криса Бранката, Карла Бернанда и Дага Мира чија је премијера била 16. новембра 2018. на стриминг платформи Netflix. Првобитно је требало да буде четврта сезона серије Наркос, али је на крају развијена као пратећа серија. Фокусира се на илегалну трговину дрогом у Мексику, док се претходна серија фокусирала на илегалну трговину дрогом у Колумбији.

## Радња
Наркос: Мексико истражује порекло модерног рата против дроге, почев од времена када су мексички трговци били лабава и неорганизована конфедерација малих и независних узгајивача и дилера конопље. Серија драматизује успон Гвадалахарског картела 1980-их, док Феликс Галардо (Дијего Луна) обједињује трговце како би изградио царство. Агент Управе за сузбијање наркотика Кики Камарена (Мајкл Пена) пресељава своју жену и малог сина из Калифорније у Гвадалахару на нову функцију и брзо сазнаје да ће његов задатак бити изазовнији него што је икада могао замислити.